# Bauquay
Bauquay (Ausspracheⓘ) ist eine ehemalige französische Gemeinde mit zuletzt 303 Einwohnern (Stand: 1. Januar 2014), den Buxois, im Département Calvados in der Region Normandie.
Zum 1. Januar 2017 wurde Bauquay im Zuge einer Gebietsreform zusammen mit sechs benachbarten Gemeinden als Ortsteil in die neue Gemeinde Les Monts d’Aunay eingegliedert.

## Geografie
Bauquay liegt rund 26 km südwestlich von Caen. Das im Département Manche gelegene Saint-Lô ist etwa 38 km entfernt.

## Bevölkerungsentwicklung
| Jahr                             | 1793 | 1836 | 1876 | 1926 | 1946 | 1968 | 1990 | 2014 |
| Einwohner                        | 100  | 332  | 187  | 132  | 118  | 132  | 151  | 303  |
| Quelle: Cassini, EHESS und INSEE |      |      |      |      |      |      |      |      |

## Sehenswürdigkeiten
- Kirche Saint-Mathieu aus dem 12./13. Jahrhundert
- Wegkapelle